# E@I

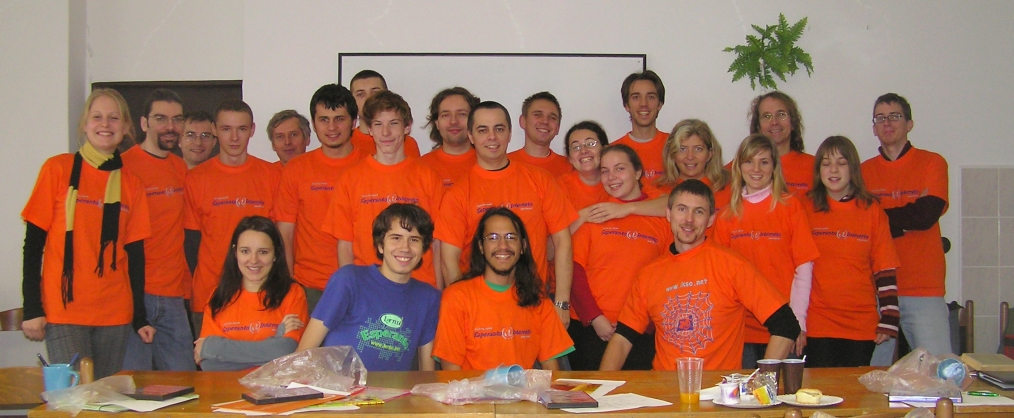
Участники E@I семинара в ноябре 2006 года

E@I (эсп. Edukado@Interreto; рус. Образование@Интернет) — политически нейтральная молодёжная общественная организация, которая реализует проекты, нацеленные на помощь эсперантоговорящим использовать интернет для всемирного сотрудничества, информирования об эсперанто и обучение ему. Штаб-квартира E@I расположена в Словакии.

## Название
Буква "E" означает, что организация занимается образованием (Edukado). В более широком значении также подразумеваются: эффективность (Efikeco), эсперанто (Esperanto), развитие (Evoluo), Европа (Eŭropo).
Буква "I" указывает на то, что организация функционирует с помощью интернета. В более широком контексте также подразумеваются: межнациональная культура(Interkulturo), информация (Informo), идея (Ideo), вдохновение (Inspiro). Знак "@" означает синергетический эффект этих двух концепций.
Таким образом, сокращённое название E@I в первую очередь трактуется как Edukado@Interreto (образование в интернете), но в связи с многозначностью букв E и I используется обычно сокращённое название — E@I.

## Цели
Видение E@I заключается в мирном и гармоничном мире, граждане которого легко и быстро могут общаться в любой точке планеты. Основные цели для этого:
- поощрять межкультурное обучение и международное сотрудничество и общение;
- поддерживать изучение и использование языков и интернет-технологий;
- помогать исполнению Устава ООН и Декларации Прав Человека.

## История
Выделяют 5 периодов в истории E@I:

### I. Начальный период (1999 — 2001)
Идея создания E@I появилась в ноябре 1999 году. В апреле следующего года на первом семинаре E@I она была реализована образованием международной рабочей группы.

### II. Развлекательный период (2001 — 2002)
Проходит 2-й и 3-й семинары.

### III. Трудовой период (2002 — 2004)
Большая работа над различными проектами в сети интернет, в том числе lernu!. Включение E@I в TEJO в виде специального отдела.

### IV. Организационный период (2005 — 2007)
Регистрация E@I как юридическое лицо в Словакии.

### V. Профессиональный период (2008 — наше время)
Расширение деятельности с интернет-проектами, в том числе не только для эсперантистов. Сотрудничество с издательствами такими как Gazeta Wyborcza.

## Проекты
Основными проектами E@I могут считаться:
- Lingva Prismo[4] — сайт о языковом разнообразии, который представляет различные языки и алфавиты, используемые в мире.
- lernu![5] — многоязычный портал курсов для изучения эсперанто.
- Interkulturo[6] — проект культурного обмена между группами, разбросанными по всему миру.
- Nitobe-centro[7] — центр продвижения языковой демократии, который инициирует политические дебаты по проблемам международного общения и политике языкового равенства.
- Komputeko[8] — портал, посвященный компьютерной терминологии с целью стимулировать корректное использование соответствующих терминов.
- Reta PIV[9] — полный иллюстрированный словарь эсперанто.
- Slovak Online[10] — многоязычный портал для изучения иностранцами словацкого языка.

Помимо интернет-проектов E@I издает обучающие и информационные брошюры, книги, диски. В их числе две книги про Википедию.